# وسائط متدفقة

بث بطريقة يونيكاست، حيث لا بد من رابطة بين الخادم وكل عميل

بث بطريقة ملتيكاست، حيث يرسل الخادم نفس البيانات إلى عدد من العملاء على الشبكة

الوسائط المتدفقة (بالإنجليزية: Streaming Media)‏؛ مصطلح يعبر عن توصيل الوسائط المتعددة مثل الفيديو والصوت عبر الإنترنت بشكل مضغوط يقلل من فترة الانتظار أثناء المشاهدة أو الاستماع.

## مشاكل البروتوكولات
تواجه بروتوكولات نقل البيانات المختلفة بعض المشاكل في نقل البث التدفقي، مثل:
- بروتوكول حزم بيانات المستخدم (بالإنجليزية: UDP)‏: بسيط ويرسل البيانات في أجزاء صغيرة لكنه لا يضمن وصولها جميعاً، فعلى البرنامج المستقبل التأكد من وصول الأجزاء كلها وترتيبها.
- بروتوكول التدفق في الزمن الحقيقي (بالإنجليزية: RTSP)‏: مصمم خصيصاً لبث الوسائط المتعددة عبر الشبكات، ولذلك ليست له مشاكل بروتوكول بيانات المستخدم (بالإنجليزية: UDP)‏.
- البروتوكولات التي يمكن الاعتماد عليها في نقل البينات، مثل تي سي بي، تضمن نقل جميع أجزاء البيانات لكنها معقدة في تنفيذها، كما أن نقل البيانات يتوقف في حالة حدوث فقدان في البيانات ريثما يحل البروتوكول هذه المشكلة عن طريق طلب إعادة إرسال الأجزاء المفقودة[4]، وهذا يسبب تعطل البث.
- بروتوكولات اليونيكاست (البث الفريد) مناسبة في معظم رابطات الإنترنت لكنه سيئ إذا أراد عدة مستخدمين مشاهدة نفس البث في الوقت نفسه.
- بروتوكولات الملتيكاست تتفادى مشكلة تكرار البيانات في الشبكة عن طريق إرسال نسخة واحدة من البث لعدد من المستخدمين. لكن من أكبر عيوبه أنه يضاد إمكانية الفيديو حسب الطلب لانه يشترط إرسال نفس المعلومات إلى جميع الجهات في آن واحد.
- بروتوكولات الند للند ترتب نقل بيانات سابقة التخزين بين الأجهزة، فتمنع كون الخادم وروابطه مشكلة في النقل. لكنها تخلق مشاكل فنية وعملية ومشاكل جودة أخرى.

على ظهر هذه البروتوكولات يتم بناء بروتوكولات مختلفة لنقل الفيديو والصوت مثل بروتوكالات RTMP, RTP, HLS, MPEG-DASH, MMS وبروتوكول تدفق في زمن حقيقي.

## صيغ الضغط
لنقل الفيديو والصورة يتم ضغط الصوت والصورة بانفراد ثم دمجهم في حواء مثل إم بي إي جي-4 بارت 14، ماتروسكا، ويب إم.
تُستخدَم صيغ ضغط الصوت مثل إم بي 3, AAC, Opus وصيغ ضغط الفيديو مثل أتش 264, HEVC, في بي 8, VP9 أو AV1. 